# 屈恩貝格山
48°18′0″N 14°12′0″E / 48.30000°N 14.20000°E

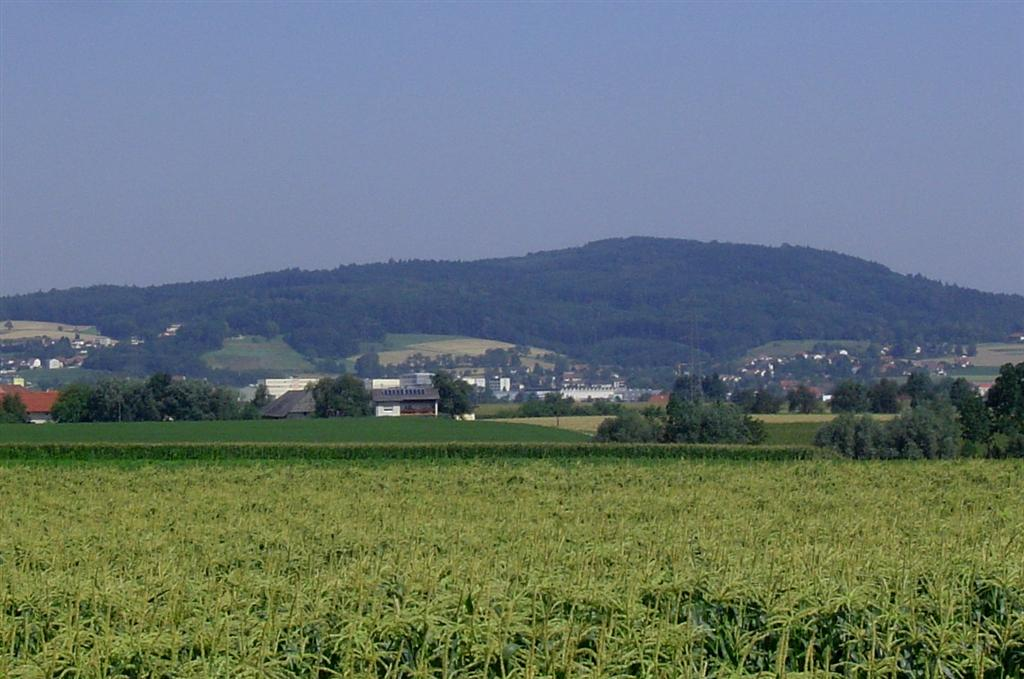

屈恩貝格山（德語：Kürnberg），是奧地利的山峰，位於該國北部，由上奧地利州負責管轄，距離珀斯特靈貝格山4公里，海拔高度526米，山體在前寒武紀和古生代時期形成。